# Toray Pan Pacific Open 1998
Il Toray Pan Pacific Open 1998 è stato un torneo di tennis giocato sul cemento indoor.
È stata la 23ª edizione del Toray Pan Pacific Open, che fa parte della categoria Tier I nell'ambito del WTA Tour 1998.
Si è giocato al Tokyo Metropolitan Gymnasium di Tokyo, in Giappone, dal 3 febbraio all'8 febbraio 1998.

## Campionesse

### Singolare
Lindsay Davenport ha battuto in finale  Martina Hingis con il punteggio di 6–3, 6–3

### Doppio
Martina Hingis /  Mirjana Lučić hanno battuto in finale  Lindsay Davenport /  Nataša Zvereva con il punteggio di 7–5, 6–4